# Triệu Quang Hà
Triệu Quang Hà (sinh năm 1975) là một cựu cầu thủ bóng đá của Thanh Hóa, Thể Công và đội tuyển Việt Nam. Sau khi giải nghệ, ông chuyển sang công tác huấn luyện và từng làm huấn luyện viên trưởng của Hà Nội T&T, Thanh Hoá và U-19 Việt Nam.

## Tiểu sử
Triệu Quang Hà sinh năm 1975 tại Thanh Hóa. Ông trưởng thành từ bóng đá Thanh Hóa và trụ cột của đội tuyển Việt Nam tham dự SEA Games 19 và sau đó do những chấn thương khiến anh phải giải nghệ sớm.

### Sự nghiệp cầu thủ
Ông chơi ở vị trí tiền vệ cho Thể Công cùng với Nguyễn Hồng Sơn và Trương Việt Hoàng tạo nên bộ ba tiền vệ thường xuyên đá chính ở cả câu lạc bộ và đội tuyển quốc gia.

### Sự nghiệp huấn luyện

#### Hà Nội T&T
Năm 2006 ông được bổ nhiệm làm huấn luyện viên trưởng đội Hà Nội T&T khi đội bóng này vừa mới thành lập. Ông trở thành một phần trong lịch sử câu lạc bộ này khi đưa đội bóng liên tiếp thăng 3 hạng chỉ trong 3 năm, khởi đầu từ giải hạng Ba năm 2006 lên chơi ở V-League năm 2009. Tuy nhiên, kết quả thi đấu không tốt của Hà Nội T&T tại V-League 2009, đứng cuối bảng khi kết thúc giai đoạn lượt đi, đã khiến ông bị sa thải vào cuối tháng 5 năm 2009.

#### Thanh Hóa
Ngay sau khi rời Hà Nội T&T, đầu tháng 6 năm 2009, ông nhận lời dẫn dắt đội bóng quê hương Thanh Hóa, lúc đó cũng đang ngụp lặn ở cuối bảng xếp hạng với vị trí 12/14. Tuy nhiên, ông không nhận được sự ủng hộ của các cầu thủ, và đội bóng thi đấu không thành công. Cuối tháng 6 năm 2009, ông bị đội bóng sa thải.

#### U-19 Việt Nam
Tháng 9 năm 2009, ông được VFF giao nhiệm vụ dẫn dắt đội U-19 Việt Nam chuẩn bị cho giải vô địch bóng đá U-19 châu Á 2010. Dưới sự chỉ đạo của ông, U-19 Việt Nam vượt qua vòng loại với tư cách đội thứ ba có thành tích tốt nhất, khi bằng điểm với cả hai đội dẫn đầu bảng là U-19 Hàn Quốc và U-19 Thái Lan, trong đó đáng lưu ý là trận thắng U-19 Hàn Quốc với tỷ số 1–0. Tại vòng chung kết giải U-19 Châu Á năm 2010, U-19 Việt Nam khởi đầu với trận thắng 2–1 trước U-19 Jordan, nhưng sau đó lần lượt thua U-19 Nhật Bản và U-19 UAE đều với tỷ số 0–4. Kết thúc giải này, ông bị VFF sa thải.

#### CLB Thanh Hóa (lần 2)
Cuối tháng 8 năm 2011, ông trở lại quê hương dẫn dắt đội bóng Thanh Hóa chuẩn bị cho V-League 2012. Kết thúc mùa giải 2012, ông đã giúp đội bóng cán đích ở vị trí thứ 11 trên bảng xếp hạng. Đầu tháng 2 năm 2013, CLB Thanh Hóa bất ngờ ra thông báo chấm dứt hợp đồng trước hạn với ông khi chỉ còn khoảng một tháng nữa là mùa giải V-League 2013 khởi tranh.

#### CLB Hà Nội
Tháng 4 năm 2013, CLB Hà Nội đã mời Triệu Quang Hà về làm huấn luyện viên trưởng, thay cho huấn luyện viên Hoàng Văn Phúc lúc đó đang được VFF đề nghị dẫn dắt Đội tuyển quốc gia. Tại thời điểm đó, đội bóng đang đứng cuối bảng xếp hạng của giải hạng Nhất, với chỉ 4 điểm sau 5 trận đấu đầu tiên của mùa giải. Tuy nhiên, kết quả thi đấu của đội bóng không được cải thiện. Trong 5 trận đấu tiếp theo dưới sự chỉ đạo của ông, CLB Hà Nội chỉ giành được hai trận hòa và ba trận thua. Bên cạnh kết quả kém tích cực, ông có nhiều quyết định gây tranh cãi và bất ổn trong nội bộ đội bóng như "treo giò" trợ lý, kỷ luật và không đăng ký thi đấu với một số cầu thủ trụ cột, thanh lý hợp đồng với những cầu thủ trẻ... Hệ quả là CLB Hà Nội chấm dứt hợp đồng với ông vào cuối tháng 5 năm 2013, và đưa trợ lý Trương Việt Hoàng lên nắm quyền.

### Công việc khác
Năm 2014, khi không làm huấn luyện viên đội bóng chuyên nghiệp, Triệu Quang Hà mở một trung tâm đào tạo bóng đá trẻ. Ngoài ra ông còn kinh doanh trang phục thể thao và tổ chức các giải bóng đá phong trào.
Năm 2015, ông cùng một vài người nữa đồng sáng lập ra Câu lạc bộ bóng đá Phù Đổng theo mô hình đội bóng cộng đồng của Nhật Bản, và giữ chức Phó Chủ tịch của đội bóng này. Kết thúc mùa giải 2016, đội Phù Đổng được thăng hạng lên hạng Nhì, và đặt mục tiêu tiếp tục thăng hạng lên hạng Nhất khi kết thúc mùa giải 2017.

## Thành tích
Với đội tuyển Việt Nam
- Huy chương bạc Tiger Cup năm 1998
- Huy chương bạc SEA Games năm 1995 và 1999

Với Thể Công
- Vô địch Việt Nam 1998
- Vô địch Siêu cúp bóng đá Việt Nam 1999